# Ювілейна сільська рада
Ювіле́йна сільська́ ра́да — адміністративно-територіальна одиниця та орган місцевого самоврядування в Олешківському районі Херсонської області. Адміністративний центр — селище Ювілейне.

## Загальні відомості
- Територія ради: 72,641 км²
- Населення ради: 1 749 осіб (станом на 2001 рік)

## Населені пункти
Сільській раді підпорядковані населені пункти:
- с-ще Ювілейне
- с. Дружне

## Склад ради
Рада складається з 16 депутатів та голови.
- Голова ради: Пустовой Роман Анатолійович

### Керівний склад попередніх скликань
| Прізвище, ім'я, по батькові | Основні відомості                                                         | Дата обрання | Дата звільнення |
| --------------------------- | ------------------------------------------------------------------------- | ------------ | --------------- |
| Пустовой Роман Анатолійович | Сільський голова, 1978 року народження, освіта вища, член Народної партії | 26.03.2006   | 31.10.2010      |
| Пустовой Роман Анатолійович | Сільський голова, 1978 року народження, освіта вища, член Партії регіонів | 31.10.2010   |                 |

Примітка: таблиця складена за даними сайту Верховної Ради України

### Депутати
За результатами місцевих виборів 2010 року депутатами ради стали:

#### За суб'єктами висування
| Суб'єкт висування           | Кількість обраних депутатів | %    |
| --------------------------- | --------------------------- | ---- |
| Партія регіонів             | 9                           | 56,3 |
| Самовисування               | 5                           | 31,3 |
| Комуністична партія України | 1                           | 6,3  |
| Народна партія              | 1                           | 6,3  |

#### За округами
| № округу                    | Прізвище, ім'я, по батькові  | Дата визнання обраним | Освіта  | Партійна приналежність            | Відомості про обраного депутата                               |
| --------------------------- | ---------------------------- | --------------------- | ------- | --------------------------------- | ------------------------------------------------------------- |
| Комуністична партія України |                              |                       |         |                                   |                                                               |
| 9                           | Пустовой Віталій Вікторович  | 04.11.2010            | середня | член Комуністичної партії України | тимчасово не працює                                           |
| Народна Партія              |                              |                       |         |                                   |                                                               |
| 11                          | Микитюк Олексій Степанович   | 04.11.2010            | середня | член Народної партії              | Ювілейна сільська рада, помічник дільничного інспектора       |
| Партія регіонів             |                              |                       |         |                                   |                                                               |
| 2                           | Горбаченко Надія Олексіївна  | 04.11.2010            | середня | член Партії регіонів              | Ювілейна загальноосвітня школа I-III ст., технічний працівник |
| 4                           | Корнієнко Олег Вікторович    | 04.11.2010            | вища    | член Партії регіонів              | Ювілейна загальноосвітня школа I-III ст., вчитель             |
| 5                           | Герасимчук Олена Іванівна    | 04.11.2010            | середня | член Партії регіонів              | тимчасово не працює                                           |
| 6                           | Гузенко Віктор Володимирович | 04.11.2010            | вища    | член Партії регіонів              | Ювілейна загальноосвітня школа I-III ст., вчитель             |
| 7                           | Мун Сергій                   | 04.11.2010            | середня | член Партії регіонів              | тимчасово не працює                                           |
| 10                          | Тетришний Василь Леонідович  | 04.11.2010            | середня | член Партії регіонів              | тимчасово не працює                                           |
| 12                          | Гузенко Ірина Вікторівна     | 04.11.2010            | середня | член Партії регіонів              | Ювілейна сільська рада, секретар                              |
| 13                          | Швець Володимир Романович    | 04.11.2010            | середня | член Партії регіонів              | тимчасово не працює                                           |
| 14                          | Василенко Роман Григорович   | 04.11.2010            | середня | член Партії регіонів              | тимчасово не працює                                           |
| Самовисування               |                              |                       |         |                                   |                                                               |
| 1                           | Фесенко Віталій Іванович     | 10.01.2011            | середня | позапартійний                     | тимчасово не працює                                           |
| 3                           | Трембач Віктор Володимирович | 04.11.2010            | вища    | позапартійний                     | Ювілейна лікарня, лікар                                       |
| 8                           | Стрельник Людмила Іванівна   | 04.11.2010            | середня | позапартійна                      | Ювілейний ясла-сад, медична сестра                            |
| 15                          | Мазур Світлана Валеріївна    | 04.11.2010            | середня | позапартійна                      | тимчасово не працює                                           |
| 16                          | Капустюк Оксана Леонідівна   | 04.11.2010            | середня | позапартійна                      | Ювілейна сільська рада, завідувач сільським будинком культури |

## Населення
Згідно з переписом УРСР 1989 року чисельність наявного населення сільської ради становила 1703 особи, з яких 823 чоловіки та 880 жінок.
За переписом населення України 2001 року в сільській раді мешкало 1745 осіб.

### Мова
Розподіл населення за рідною мовою за даними перепису 2001 року:
| Мова       | Відсоток |
| ---------- | -------- |
| українська | 91,88 %  |
| російська  | 5,15 %   |
| вірменська | 1,43 %   |
| молдовська | 0,23 %   |
| болгарська | 0,17 %   |
| білоруська | 0,06 %   |
| інші       | 1,08 %   |